# Walker (Minnesota)
Walker és una població dels Estats Units a l'estat de Minnesota. Segons el cens del 2000 tenia 1.069 habitants.

## Demografia
Segons el cens del 2000, Walker tenia 1.069 habitants, 449 habitatges, i 258 famílies. La densitat de població era de 282,7 habitants per km².
Dels 449 habitatges en un 24,7% hi vivien nens de menys de 18 anys, en un 43,7% hi vivien parelles casades, en un 10% dones solteres, i en un 42,5% no eren unitats familiars. En el 39% dels habitatges hi vivien persones soles el 22,5% de les quals corresponia a persones de 65 anys o més que vivien soles. El nombre mitjà de persones vivint en cada habitatge era de 2,16 i el nombre mitjà de persones que vivien en cada família era de 2,86.
Per edats la població es repartia de la següent manera: un 22,5% tenia menys de 18 anys, un 5,7% entre 18 i 24, un 26,1% entre 25 i 44, un 21% de 45 a 60 i un 24,6% 65 anys o més.
L'edat mediana era de 42 anys. Per cada 100 dones de 18 o més anys hi havia 86,9 homes.
La renda mediana per habitatge era de 33.125 $ i la renda mediana per família de 44.063 $. Els homes tenien una renda mediana de 31.324 $ mentre que les dones 25.435 $. La renda per capita de la població era de 17.079 $. Entorn del 8% de les famílies i el 12,4% de la població estaven per davall del llindar de pobresa.

## Poblacions més properes
El següent diagrama mostra les poblacions més properes.